# 中ノ瀬駅
中ノ瀬駅（なかのせえき）は、かつて熊本県熊本市画図町字中の瀬（現・東区画図町）にあった熊延鉄道の駅（廃駅）である。

## 歴史
- 1915年（大正4年）4月6日：御船鉄道（後に熊延鉄道）開通に伴い開業。
- 1964年（昭和39年）3月31日：熊延鉄道廃線に伴い廃止。

## 駅構造
単式ホーム1面1線を有する地上駅であった。

## 現在
駅跡は国道266号・浜線バイパスの一部となり、その姿を消している。

## 隣の駅
熊延鉄道
良町駅 - 中ノ瀬駅 - 鯰駅